# Steffen Hammer
Steffen Wilfried Hammer (* in Reutlingen) ist ein deutscher Neonazi, Jurist und Musiker.

## Musik
Hammer war seit 1988 Frontsänger der Stuttgarter Band Noie Werte, zu deren Mitgliedern auch der spätere baden-württembergische NPD-Landesvorsitzende Michael Wendland gehörte. Ende 2010 gab die Band ihre Auflösung bekannt.
Im Jahr 1991 traf Hammer erstmals mit dem Briten Ian Stuart Donaldson zusammen, dem Sänger der neonazistischen Skinhead-Kultband Skrewdriver und Gründer von Blood and Honour. Hammer rühmte sich, noch zu Donaldsons Lebzeiten bei Konzerten neben dessen Band aufgetreten zu sein.
Die Terrorzelle Nationalsozialistischer Untergrund verwendete für die Produktion ihrer Videos Lieder des Noie-Werte-Albums Kraft für Deutschland, das 1992 von der Bundesprüfstelle für jugendgefährdende Schriften indiziert worden war, da ihr Inhalt laut Begründung „zu Gewalttätigkeit und Rassenhass reizt und immanent nationalsozialistisches Ideengut vertritt“.

## Rechtsanwalt
Die Kanzlei von Hammer ist auf Internetscheidungen spezialisiert. Nach eigenen Angaben bilden das Miet-, Erb- und Arbeitsrecht weitere Schwerpunkte der eigenen juristischen Tätigkeit. Gelegentlich vertritt Hammer auch Mitglieder aus der rechtsextremistischen Szene. Zusammen mit seinem Rechtsanwaltskollegen Alexander Heinig, Sänger und Bassist der Rechtsrock-Band ultima ratio, verteidigte Hammer die Karlsruher Neonazis Andreas E., Jörg M. und Martin S., welche sich vor Gericht verantworten mussten, weil sie die Parole „Ruhm und Ehre der Waffen-SS“ verbreitet hatten. Janus Nowak, der sich als Landesgeschäftsführer der NPD der Wahl- und Urkundenfälschung schuldig gemacht hatte, gehörte ebenfalls zu Hammers Mandanten.
Hammer war mit Alexander Heinig und dem CDU-Mitglied Klaus Harsch in der Sozietät H3 tätig. Ende 2011, als ein NSU-Video vom Generalbundesanwalt öffentlich gemacht wurde, in dem positiv auf Songtexte von Hammer Bezug genommen wurde, verließ letzterer die Kanzlei und kündigte seiner Anwältin Nicole Schneiders, die auch Ralf Wohlleben rechtlichen Beistand leistete.
Der Versuch, Steffen Hammer aus der juristischen Standesvertretung auszuschließen, weil sich Advokaten „ihrer Stellung [als] würdig erweisen müssen“, ist 2003 gescheitert. Da sich ein Anfangsverdacht auf Volksverhetzung oder Aufforderung zur Gewalt nicht bestätigt habe, leitete die Staatsanwaltschaft Tübingen  kein Ermittlungsverfahren ein. Berufsrechtlich, so das Urteil, sei es nicht relevant, dass Noie Werte durch den Verfassungsschutz als rechtsextrem eingestuft worden sei.
Seit Januar 2018 sind Nicole Schneiders und Hammer Partner in der Kanzlei Rechtsanwälte Hammer & Schneiders mit Sitz in Reutlingen.